# Masquerade in Blood
Masquerade in Blood är det tyska thrash metal-bandet Sodoms sjunde studioalbum, utgivet i juni 1995 på Steamhammer på CD och vinyl, samt i Japan på Teichiku Records i september samma år.
Albumet var Sodoms sista studioalbum med trummisen Guido "Atomic Steif" Richter, samt det första och enda med gitarristen Dirk "Strahli" Strahlmeier. Musikaliskt experimenterade bandet här med inslag av groove metal, som var en för samtiden relativt ny musikstil.
Skivomslaget föreställer Helmut Kohl och Boris Jeltsin.

## Låtlista
1. "Masquerade in Blood" – 3:19
2. "Gathering of Minds" – 4:15
3. "Fields of Honour" – 3:23
4. "Braindead" – 2:29
5. "Verrecke!" – 2:48
6. "Shadow of Damnation" – 2:57
7. "Peacemaker's Law" – 3:23
8. "Murder in My Eyes" – 2:37
9. "Unwanted Youth" – 3:32
10. "Mantelmann" – 2:10
11. "Scum" – 5:23
12. "Hydrophobia" – 3:22
13. "Let's Break the Law" (Anti-Nowhere League-cover) – 2:55

Bonusspår på den japanska utgåvan
1. "20000 Feet" (Saxon-cover) – 3:39

## Medverkande
Musiker
- Tom Angelripper – sång, basgitarr
- Dirk "Strahli" Strahlmeier – gitarr
- Guido "Atomic Steif" Richter – trummor

Produktion
- Uli Pösselt – producent
- Tom Angelripper – producent, arrangemang, omslagskoncept
- Christian Wolff – inspelningstekniker
- Ulf Horbelt – mastering
- Andreas Marschall – omslagskonst
- Peter Dell – albumkonst, layout
- Michael Bussmann – foto